# Paa farlig Vej
Paa farlig Vej er en amerikansk stumfilm fra 1917 af Robert G. Vignola.

## Medvirkende
- Pauline Frederick som Eleanor Stratton.
- Crauford Kent som Frederick Stratton.
- Riley Hatch som Jim Foley.
- Clarence Handyside som Worthington Lawrence.
- Harris Gordon som Tommy Gaylord.